# Bolsa de Valores de Uganda
La Bolsa de Valores de Uganda (en ingles: Uganda Securities Exchange) (USE) es la bolsa de valores de Uganda con sede en Kampala.

## Historia
Se estableció en junio de 1997. La USE está administrada bajo la jurisdicción de la Autoridad de Mercados de Capital de Uganda, que a su vez reporta al Banco de Uganda, el banco central de Uganda.
La Bolsa de Valores se inauguró en enero de 1998. En ese momento, la bolsa tenía una sola cotización: un bono emitido por el Banco de Desarrollo de África Oriental. El comercio estaba limitado a un puñado de operaciones por semana
En julio de 2014, la USE comercializaba 16 empresas locales y de África Oriental que cotizaban en bolsa y había comenzado a negociar instrumentos de renta fija. La bolsa es miembro de la Asociación de Bolsas Africanas.
La USE opera en estrecha colaboración con la Bolsa de Valores de Dar es Salaam en Tanzania, la Bolsa de Valores de Ruanda y la Bolsa de Valores de Nairobi en Kenia. Según informes publicados en 2013, había planes para integrar las cuatro bolsas para formar una única bolsa de valores de África Oriental.
El índice bursátil de Uganda (ALSIUG) es el índice de referencia de la Bolsa de Valores de Uganda.